# بيتر كولاول
Peter Kolawole (مواليد 19 نوفمبر 1990) مهاجم كرة قدم نيجيري لعب مؤخرًا مع أف كي سلوبودا أوجيس في الدوري الصربي الأول .

## مسار مهني مسار وظيفي
لعب كولاولي مع توران توفوز في الدوري الأذربيجاني الممتاز موسمين بين عامي 2009-2011.
انضم إلى نجوم المستقبل ولعب معهم موسمي 2013-14 و 2014–15 من الدرجة الثانية المصرية ، واحتل المركزين الخامس والسادس على التوالي، وبالتالي فشل في تحقيق الترقية إلى أعلى مستوى مصري. ثم انتقل إلى نادي أسوان وخاض 3 مباريات خلال النصف الأول من الدوري المصري الممتاز 2015–16 .
لم يكن أداءه في أسوان جيدًا (سيتفادون الهبوط بمركز واحد فقط في نهاية الموسم) ، وكالاولي في منتصف الموسم غادر مصر وانضم إلى المنتخب السعودي . لعب مع الوطني في النصف الثاني من دوري الدرجة الأولى السعودي 2015–16 والنصف الأول من 2016–17 دوري الدرجة الأولى السعودي . لقد كان فريق وسط الترتيب ، حيث احتلوا المركزين العاشر والحادي عشر على التوالي في كل موسم. انتقل كالاول خلال عطلة الشتاء 2016-2017 إلى نادي سعودي آخر ، داماك  وانتهى بالمركز الثامن في نهاية الموسم.
في صيف عام 2017 ، انتقل كولاوالي إلى أوروبا ، وبعد تجربة ناجحة ، انضم إلى الفريق التاريخي الصربي المستوى الثاني إف كي سلوبودا أويتشي ،  الذي وقع عليه مع بنيامين أجيمان-بادو وتينوتيندا تشيبهارو .
لعب كولاوالي مع نادي موتيما بيمبي الجريء في موسم 2018-19 CAF كأس الكونفيدرالية ، وسجل هدفين في الدور التمهيدي.